# 青山学院中等部・高等部
青山学院中等部・高等部（あおやまがくいんちゅうとうぶ・こうとうぶ）は、東京都渋谷区渋谷に所在し、中高一貫教育を提供する私立中学校・高等学校。

## 概要
中等部は1947年（昭和22年）開校、高等部は1950年（昭和25年）開校である。メソジスト派のミッションスクールで、キリスト教精神に基づく教育を行っている。
高等部において、中等部もしくは初等部から入学、または幼稚園から入園した内部進学の生徒と高等部から入学した外部進学の生徒との間で、第1学年から混合してクラスを編成する併設混合型中高一貫校。
高中部という名称が使用されることもあるが、これは中高一貫での教育体制を実施するために、1986年（昭和61年）より学校法人青山学院が法人内に設定している組織名称であり、東京都への届出はあくまで中等部・高等部である。
全校生徒数は1998名（2023年（令和5年）4月現在）で1学年中等部8クラス、高等部10クラスのホームルームで構成されている。
「価値観の多様性 (diversity) の共有」を目指す国際交流の取り組みとして英国パブリックスクールのリース・スクールやイートンカレッジ、イタリアのパスカル校と交流を深めている。

## 沿革

### 中等部
- 1874年11月16日 - D.E.スクーンメーカーにより女子小学校が開校（創立記念日）
- 1947年 - 青山学院中等部開校
- 1949年 - 初代木造建て校舎完成
- 1950年 - 生物・音楽・図画教室・図書室を設置
- 1951年 - 学友会を発足
- 1953年 - 入学試験を開始
- 1954年 - 体育館を建設
- 1955年 - 図書館を建設
- 1959年 - 男子制服を制定
- 1960年 - 女子制服を制定
- 1961年 - 工作室を建設
- 1962年 - 学友会機関紙「緑友」の発刊を開始
- 1963年 - 初等部からの推薦制を実施
- 1965年 - 二代目校舎が完成
- 1966年 - 高等部への推薦制を実施
- 1967年 - 入学試験を改定
- 1969年 - 青山学院講堂が完成
- 1970年 - 二代目体育館完成
- 1971年 - 三年生の選択授業を開始
- 1975年 - 礼拝・下校を告げる「飛翔の鐘」を建設
- 1976年 - 入学試験を改定
- 1977年 - グラウンドを改修
- 1978年 - 「選択授業発表会」「音楽会」を実施
- 1980年 - 西校舎が完成
- 1982年 - 帰宅訓練を開始
- 1986年 - 中等部・高等部を一本化
- 1988年 - 週六日制を取り入れる
- 1996年 - 南校舎完成
- 1999年 - 授業参観を開始
- 2001年 - フィリピン訪問プログラムを開始
- 2002年 - 入学試験を改定
- 2003年 - 韓国学校訪問プログラムを開始
- 2004年 - 二年生裏磐梯キャンプを開始
- 2005年 - 三年生沖縄旅行を開始
- 2008年 - Immanuel Lutheran Collegeが中等部を初訪問
- 2009年 - 講堂の鐘を設置
- 2011年 - クラス編成の変更
- 2013年 - 二年生裏磐梯キャンプが菅平キャンプに変更
- 2015年 - Course powerの利用を開始
- 2017年 - 二年生菅平キャンプが裏磐梯キャンプに変更
- 2019年 - 三代目校舎竣工
- 2021年 - タブレットPC導入

### 高等部
- 1874年11月16日 - D.E.スクーンメーカーにより女子小学校が開校（創立記念日）
- 1950年 - 青山学院高等部開校
- 1951年 - プラット記念講堂を修築
- 1952年 - 南校舎完成
- 1958年 - 体育館完成
- 1960年 - 南B校舎完成
- 1961年 - 週六日制実施
- 1965年 - 生徒会館完成
- 1972年 - 制服改定
- 1976年 - 東A・東B校舎完成
- 1986年 - 中等部・高等部が一本化
- 1988年 - ホームステイ開始
- 1989年 - 高中部別館完成
- 1995年 - 短期留学制度開始
- 1998年 - ロシアの学校との交流を開始
- 2002年 - カナダホームステイを開始
- 2003年 - 週五日制制定
- 2005年 - イタリアとの交換留学開始
- 2014年 - 校舎建て替え終了
- 2015年 - スーパーグローバルハイスクール指定

## 教育理念
本学は、青山学院教育方針に基づき、ひとりひとりの生徒の人格を育み、その自己実現を支える。
また、与えられた自分の力を他者のためにも用い、隣人と共に生きることを喜び、平和な社会に貢献する人間の育成を目指す。

## 著名な出身者
期数は卒業時のもの（卒業していない場合は入学時で記載）。
| 区分        | 氏名                  | 職業 | 期         | 備考                                                              |
| ----------- | --------------------- | --- | ---------- | ----------------------------------------------------------------- |
| 宗教        | 今井三郎              | 宗教家 | 旧制       |                                                                   |
| 宗教        | 中田羽後              | 宗教家 | 旧制       |                                                                   |
| 宗教        | 湯浅与三              | 牧師 | 旧制       |                                                                   |
| 宗教        | 阿部志郎              | 社会福祉学者 学校法人明治学院理事長 日本社会福祉学会会長 キリスト教功労者                                                                          | 旧制       |                                                                   |
| 文学        | 生田長江              | 作家・評論家 | 旧制       | 中等部のみ                                                        |
| 文学        | 佐々木邦              | ユーモア作家・英文学者 | 旧制       |                                                                   |
| 文学        | 西東三鬼              | 俳人 | 旧制       | 中等部のみ                                                        |
| 文学        | 平塚武二              | 作家 | 旧制       |                                                                   |
| 文学        | 劉吶鷗                | 作家・翻訳家・映画プロデューサー | 旧制       |                                                                   |
| 文学        | 乾信一郎              | 作家・翻訳家 | 旧制       |                                                                   |
| 文学        | 大岡昇平              | 作家 | 旧制       | 旧制成城第二中学校へ転校                                          |
| 文学        | 村上元三              | 作家 直木賞受賞 | 旧制       |                                                                   |
| 文学        | 米川信夫              | 翻訳家 | 旧制       |                                                                   |
| 文学        | 藤原審爾              | 作家 直木賞受賞 | 旧制       | 高等商業部中退                                                    |
| 文学        | 山本七平              | 作家 | 旧制       |                                                                   |
| 文学        | 上崎美恵子            | 児童文学作家 | 旧制       | 高等女子部卒業                                                    |
| 文学        | 長野規                | 編集者 | 旧制       |                                                                   |
| 文学        | 岸井良衞              | 作家 | 旧制       |                                                                   |
| 文学        | 古谷綱武              | 作家 | 旧制       |                                                                   |
| 文学        | 小林康治              | 作家 | 旧制       |                                                                   |
| 文学        | 橋本淳                | 作詞家 | 3          |                                                                   |
| 文学        | 山内美郷              | 随筆家 | 15         |                                                                   |
| 文学        | 高木美也子            | 随筆家 | 19         |                                                                   |
| 文学        | 中平まみ              | 作家 | 20         |                                                                   |
| 文学        | 釉木淑乃              | 作家 | 22         |                                                                   |
| 文学        | 山田美保子            | コラムニスト | 24         |                                                                   |
| 文学        | 岡田光世              | 作家・随筆家 | 27         |                                                                   |
| 文学        | 佐藤多佳子            | 作家 | 29         |                                                                   |
| 文学        | 落合賢                | 映画監督・脚本家 | 50         | 高等部のみ                                                        |
| 文学        | 金井茉利絵            | ウェブ編集者 | 52         |                                                                   |
| 文学        | 小島なお              | 歌人 | 53         |                                                                   |
| 絵画        | 川上澄生              | 画家 | 旧制       |                                                                   |
| 絵画        | 東郷青児              | 画家 | 旧制       |                                                                   |
| 絵画        | 脇田和                | 画家 | 旧制       | 中等部のみ                                                        |
| 絵画        | 湯村輝彦              | イラストレーター・デザイナー | 9          |                                                                   |
| 絵画        | 原田治                | イラストレーター | 13         |                                                                   |
| 絵画        | 夏目房之介            | 漫画批評家・漫画家 | 17         |                                                                   |
| 伝統芸能    | 花柳壽輔 (3代目)      | 日本舞踊家 | 1          |                                                                   |
| 伝統芸能    | 中村梅玉 (4代目)      | 歌舞伎役者 | 13         |                                                                   |
| 伝統芸能    | 尾上松助 (6代目)      | 歌舞伎役者 | 13         |                                                                   |
| 伝統芸能    | 市川團十郎 (12代目)   | 歌舞伎役者 | 13         |                                                                   |
| 伝統芸能    | 大谷桂三              | 歌舞伎役者 | 17         |                                                                   |
| 伝統芸能    | 坂東三津五郎 (10代目) | 歌舞伎役者 | 23         |                                                                   |
| 伝統芸能    | 中村福助 (9代目)      | 歌舞伎役者 | 27         |                                                                   |
| 伝統芸能    | 片岡亀蔵 (4代目)      | 歌舞伎役者 | 28         |                                                                   |
| 伝統芸能    | 中村芝翫 (8代目)      | 歌舞伎役者 | 32         |                                                                   |
| 伝統芸能    | 片岡孝太郎            | 歌舞伎役者 | 34         | 堀越高等学校へ転校                                                |
| 伝統芸能    | 三宅藤九郎 (10世)     | 狂言師 | 39         |                                                                   |
| 伝統芸能    | 和泉元彌              | 狂言師 | 41         |                                                                   |
| 伝統芸能    | 尾上菊五郎 (8代目)    | 歌舞伎役者 | 44         |                                                                   |
| 伝統芸能    | 市川團十郎 (13代目)   | 歌舞伎役者 | 44         | 堀越高等学校へ転校                                                |
| 伝統芸能    | 中村勘九郎 (6代目)    | 歌舞伎役者 | 48         | 堀越高等学校へ転校                                                |
| 伝統芸能    | 立川こはる            | 落語家 | 49         |                                                                   |
| 伝統芸能    | 片岡千之助            | 歌舞伎役者 | 67         |                                                                   |
| 芸能        | 岸井明                | 俳優・歌手 | 旧制       |                                                                   |
| 芸能        | 佐伯秀男              | 俳優・モデル | 旧制       |                                                                   |
| 芸能        | 生方明                | 俳優 | 旧制       |                                                                   |
| 芸能        | 橘公子                | 俳優 | 旧制       | 中退                                                              |
| 芸能        | コロムビア・ライト    | 漫才師、漫談師 | 旧制       |                                                                   |
| 芸能        | E・H・エリック        | タレント | 旧制       |                                                                   |
| 芸能        | 大月ウルフ            | 俳優 | 1          |                                                                   |
| 芸能        | 八木昌子              | 俳優 | 5          |                                                                   |
| 芸能        | 益富信孝              | 俳優 | 6          |                                                                   |
| 芸能        | 家田佳子              | 俳優 | 8          |                                                                   |
| 芸能        | 夏川かほる            | 俳優 | 9          |                                                                   |
| 芸能        | 荒木一郎              | タレント | 10         |                                                                   |
| 芸能        | 竹脇無我              | 俳優 | 11         |                                                                   |
| 芸能        | 吉本選江              | 俳優 | 13         |                                                                   |
| 芸能        | 宇津宮雅代            | 俳優 | 14         |                                                                   |
| 芸能        | 三景啓司              | 俳優、声優 | 19         |                                                                   |
| 芸能        | 高橋克典              | 俳優 | 31         |                                                                   |
| 芸能        | 遠野友理              | モデル、華道家 | 31         |                                                                   |
| 芸能        | 土門廣                | 俳優 | 33         |                                                                   |
| 芸能        | 松田洋治              | 俳優 | 34         |                                                                   |
| 芸能        | 片岡サチ              | 俳優 | 37         | 中等部のみ                                                        |
| 芸能        | 寺島しのぶ            | 俳優 | 39         |                                                                   |
| 芸能        | パク・ソヒ            | 俳優 | 42         |                                                                   |
| 芸能        | 本多絵里子            | タレント | 45         |                                                                   |
| 芸能        | 森亜希子              | モデル | 46         |                                                                   |
| 芸能        | 松下恵                | 俳優 | 47         |                                                                   |
| 芸能        | 星野真里              | 俳優 | 48         |                                                                   |
| 芸能        | 小林恵美              | グラビアアイドル | 49         | 高等部のみ                                                        |
| 芸能        | NAO-G                 | 俳優 | 50         |                                                                   |
| 芸能        | 平田実音              | タレント | 50         |                                                                   |
| 芸能        | 渡辺大                | 俳優 | 51         |                                                                   |
| 芸能        | 笹本玲奈              | ミュージカル俳優 | 52         |                                                                   |
| 芸能        | FISHBOY               | 振付師 | 52         |                                                                   |
| 芸能        | 杏                    | 俳優・モデル | 53         | 中等部のみ                                                        |
| 芸能        | 浦えりか              | グラビアアイドル・俳優・歌手 | 53         |                                                                   |
| 芸能        | 加藤シゲアキ          | タレント（NEWS） | 54         |                                                                   |
| 芸能        | 後藤香南子            | アイドル | 54         |                                                                   |
| 芸能        | ガク                  | お笑い芸人（真空ジェシカ） | 57         |                                                                   |
| 芸能        | 太田垣悠              | ダンサー | 59         | 中退                                                              |
| 芸能        | 岡田紗佳              | モデル、タレント | 60         |                                                                   |
| 芸能        | 岡田朋峰              | タレント | 64         |                                                                   |
| 芸能        | 菊川リサ              | モデル | 64         |                                                                   |
| 芸能        | 大平ひかる            | タレント、モデル | 69         |                                                                   |
| 芸能        | 風間柚乃              | 宝塚歌劇団月組男役 | 生年非公表 |                                                                   |
| 放送        | 平光淳之助            | アナウンサー（NHK） | 旧制       |                                                                   |
| 放送        | 高崎一郎              | 司会者・アナウンサー | 旧制       |                                                                   |
| 放送        | 斎藤季夫              | アナウンサー（NHK） | 1          |                                                                   |
| 放送        | 成田敦子              | アナウンサー（文化放送） | 8          |                                                                   |
| 放送        | 西村知江子            | アナウンサー（ニッポン放送→フリー） | 19         |                                                                   |
| 放送        | 小野慶子              | フリーアナウンサー・ナレーター | 28         |                                                                   |
| 放送        | 木佐彩子              | アナウンサー（フジテレビ→フリー） | 38         |                                                                   |
| 放送        | 仲山今日子            | アナウンサー（テレビ山梨→テレビ神奈川→フリー） | 40         |                                                                   |
| 放送        | 福田貴子              | キャスター・ジャーナリスト | 41         |                                                                   |
| 放送        | 龍田梨恵              | アナウンサー（テレビ東京→フリー） | 44         | 阪神・淡路大震災 直後、神戸女学院中学部・高等学部から疎開して在学 |
| 放送        | 田淵裕章              | アナウンサー（フジテレビ） | 48         |                                                                   |
| 放送        | 小川彩佳              | アナウンサー（テレビ朝日→フリー） | 51         |                                                                   |
| 放送        | 三田友梨佳            | アナウンサー（フジテレビ） | 54         |                                                                   |
| 放送        | 安村直樹              | アナウンサー（日本テレビ） | 55         |                                                                   |
| 放送        | 花田宗佑              | アナウンサー（NHK） | 57         |                                                                   |
| 放送        | 皆川玲奈              | アナウンサー（TBS） | 58         |                                                                   |
| 放送        | 山崎弘喜              | アナウンサー（テレビ朝日） | 59         |                                                                   |
| 放送        | 紀真耶                | アナウンサー（テレビ朝日） | 59         |                                                                   |
| 放送        | 玉木碧                | キャスター | 59         |                                                                   |
| 放送        | 遠野愛                | アナウンサー（福岡放送） | 64         |                                                                   |
| 放送        | 嶺百花                | アナウンサー（テレビ東京） | 67         |                                                                   |
| 放送        | 武田郁之輔            | 放送作家 | 40         |                                                                   |
| 音楽 作編曲 | 服部正                | 作曲家 | 旧制       |                                                                   |
| 音楽 作編曲 | 中田喜直              | 作曲家 | 旧制       |                                                                   |
| 音楽 作編曲 | 團伊玖磨              | 作曲家 | 旧制       |                                                                   |
| 音楽 作編曲 | 筒美京平              | 作曲家 | 7          |                                                                   |
| 音楽 作編曲 | 渡辺俊幸              | 作曲家 | 22         |                                                                   |
| 音楽 作編曲 | 田中カレン            | 作曲家 | 28         |                                                                   |
| 音楽 作編曲 | 夏田昌和              | 作曲家 | 35         |                                                                   |
| 音楽 作編曲 | 望月京                | 作曲家 | 35         |                                                                   |
| 音楽 演奏   | 一柳慧                | ピアニスト | 旧制       |                                                                   |
| 音楽 演奏   | 平岡精二              | 木琴、トランペット | 旧制       |                                                                   |
| 音楽 演奏   | フジ子・ヘミング      | ピアニスト | 1          | 高等女学部卒業→新制高等部3年に進級                                |
| 音楽 演奏   | 海野義雄              | ヴァイオリニスト | 2          |                                                                   |
| 音楽 演奏   | 秋山和慶              | 指揮者 | 7          | 中等部のみ                                                        |
| 音楽 演奏   | 後藤次利              | ベーシスト | 18         |                                                                   |
| 音楽 演奏   | 林立夫                | ドラマー | 18         |                                                                   |
| 音楽 演奏   | 小原礼                | ミュージシャン | 18         |                                                                   |
| 音楽 演奏   | 神崎愛                | フルート奏者・ソプラノ歌手・俳優 | 19         |                                                                   |
| 音楽 演奏   | 松居直美              | オルガン奏者 | 23         |                                                                   |
| 音楽 演奏   | 田中豊雪              | ベーシスト | 28         |                                                                   |
| 音楽 演奏   | 高嶋ちさ子            | ヴァイオリニスト | 35         | 中等部のみ                                                        |
| 音楽 演奏   | アニャンゴ            | ニャティティ（東アフリカ・ルオ族の伝統楽器）演奏家                                                                                                 | 48         |                                                                   |
| 音楽 演奏   | 福本茉莉              | オルガニスト | 54         |                                                                   |
| 音楽 歌手   | 柳澤愼一              | ジャズ・シンガー・俳優・声優 | 旧制       |                                                                   |
| 音楽 歌手   | ペギー葉山            | 歌手 | 旧制       |                                                                   |
| 音楽 歌手   | かまやつひろし        | ミュージシャン | 5          |                                                                   |
| 音楽 歌手   | マイク真木            | 歌手 | 11         |                                                                   |
| 音楽 歌手   | 川田美智子            | 歌手 | 11         |                                                                   |
| 音楽 歌手   | 伊東きよ子            | 歌手 | 13         |                                                                   |
| 音楽 歌手   | 矢野顕子              | ミュージシャン | 21         | 高等部のみ、中退                                                  |
| 音楽 歌手   | 尾崎豊                | ミュージシャン | 32         | 高等部のみ、中退                                                  |
| 音楽 歌手   | TOKMA                 | ミュージシャン | 33         |                                                                   |
| 音楽 歌手   | 羽田紋子              | 歌手 | 42         |                                                                   |
| 音楽 歌手   | tohko                 | 歌手 | 44         |                                                                   |
| 音楽 歌手   | 降谷建志              | ミュージシャン（Dragon Ash） | 45         | 中退                                                              |
| 音楽 歌手   | Rie fu                | 歌手 | 51         |                                                                   |
| 音楽 歌手   | 扇愛奈                | シンガーソングライター | 52         |                                                                   |
| 音楽 歌手   | ステファニー          | 歌手 | 54         |                                                                   |
| 音楽 歌手   | 鈴木友里絵            | シンガーソングライター | 59         |                                                                   |
| スポーツ    | 橋戸信                | アマチュア野球選手 新聞記者 早稲田大学野球部2代目主将 日本運動協会創設者                                                                           | 旧制       |                                                                   |
| スポーツ    | 出羽ヶ嶽文治郎        | 大相撲力士 | 旧制       | 中退                                                              |
| スポーツ    | 河合彩                | フィギュアスケートアイスダンス選手 日本テレビアナウンサー                                                                                          | 42         |                                                                   |
| スポーツ    | 岩渕健輔              | ラグビー選手（神戸製鋼コベルコスティーラーズ） 日本ラグビー協会15人制日本代表GM                                                                    | 42         |                                                                   |
| スポーツ    | 永井大介              | オートレース選手 | 43         |                                                                   |
| スポーツ    | 依田賢人              | ラグビー選手（東芝ブレイブルーパス） | 51         |                                                                   |
| スポーツ    | 伊藤真                | ラグビー選手（東芝ブレイブルーパス） | 54         |                                                                   |
| スポーツ    | 苅部隆太郎            | サッカー選手（FC岐阜） | 59         |                                                                   |
| 学術        | 豊田実                | 英語学者 九州帝国大学教授 青山学院院長 | 旧制       | 旧制高等科卒業                                                    |
| 学術        | 陶山務                | 哲学研究者 東北学院大学教授 | 旧制       |                                                                   |
| 学術        | 團勝磨                | 発生生物学者 東京帝国大学講師 東京都立大学教授 東京都立大学総長                                                                                    | 旧制       |                                                                   |
| 学術        | 井筒俊彦              | 言語学者 イスラム教研究者・東洋哲学研究者 神秘主義哲学者 慶應義塾大学教授                                                                          | 旧制       |                                                                   |
| 学術        | 羽坂勇司              | 歯科医師 青山学院理事長 | 旧制       |                                                                   |
| 学術        | 久米あつみ            | フランス文学者・キリスト教神学者 東京女子大学教授                                                                                                  | 旧制       |                                                                   |
| 学術        | 竹内弘高              | 経営学者 ハーバード大学教授・一橋大学教授 国際基督教大学理事長                                                                                     | 13         |                                                                   |
| 学術        | 清家篤                | 経済学者 慶應義塾大学教授・慶應義塾塾長 | 21         |                                                                   |
| 学術        | 中山俊宏              | 国際政治学者 慶應義塾大学教授 | 34         |                                                                   |
| 学術        | 浅見帆帆子            | 生命倫理学者 | 43         |                                                                   |
| 政治        | 陳智雄                | 台湾独立運動家 | 旧制       |                                                                   |
| 政治        | 園田天光光            | 衆議院議員 日本初の女性代議士の一人 | 旧制       |                                                                   |
| 政治        | 植竹繁雄              | 衆議院議員（自由民主党所属） 外務副大臣 | 旧制       |                                                                   |
| 政治        | 川崎二郎              | 衆議院議員（自由民主党所属） 厚生労働大臣 運輸大臣                                                                                                 | 13         |                                                                   |
| 政治        | 蓮舫                  | 参議院議員（立憲民主党所属） 内閣府特命担当大臣 公務員制度改革担当大臣 タレント クラリオンガール                                                   | 34         |                                                                   |
| 政治        | 穂坂泰                | 衆議院議員（自由民主党所属） | 40         |                                                                   |
| 政治        | 田島麻衣子            | 参議院議員（立憲民主党所属） | 43         |                                                                   |
| 政治        | 鳩山二郎              | 衆議院議員（自由民主党所属） 内閣府副大臣 福岡県大川市長                                                                                           | 45         | 中退                                                              |
| 官僚        | 中西清一              | 逓信官僚・逓信次官 南満洲鉄道副総裁 | 旧制       |                                                                   |
| 官僚        | 内海孚                | 大蔵（財務）官僚 財務官 | 1          |                                                                   |
| 軍人        | 諸岡幸麿              | カナダ軍義勇兵（西部戦線に従軍） | 旧制       |                                                                   |
| 軍人        | 坂井三郎              | 大日本帝国海軍パイロット | 旧制       | 中退                                                              |
| 軍人        | 小野打泰子            | 航空自衛隊空将補 | 31         |                                                                   |
| 経営        | 松村万三郎            | 松村機械製作所社長 王子機械製作所監査役 東京都板橋区議会議員                                                                                       | 旧制       |                                                                   |
| 経営        | 松澤建                | 日本興亜損害保険 取締役会長 | 4          |                                                                   |
| 経営        | 杉田敏                | ゼネラル・エレクトリック日本法人取締役副社長 バーソン・マーステラ日本法人社長 プラップジャパン社長 NHKラジオ第2放送『実践ビジネス英語』講師        | 10         |                                                                   |
| 経営        | 重光宏之              | 日本ロッテグループ副会長 | 20         |                                                                   |
| 経営        | 重光昭夫              | 韓国ロッテグループ会長 | 21         |                                                                   |
| 経営        | 田中亮一郎            | 第一交通産業社長 | 26         |                                                                   |
| 経営        | 藤﨑忍                | ドムドムフードサービス代表取締役社長 | 33         |                                                                   |
| 経営        | 川邊健太郎            | ヤフー社長 最高経営責任者 (CEO) 日本IT団体連盟会長                                                                                                 | 41         |                                                                   |
| 経営        | 杉村貴子              | 株式会社ジャパンビジネスラボ（JBL）代表取締役 ミス・ユニバーシティ日本代表 テレビ朝日リポーター・キャスター 日本英語コーチング協会（JELCA)副理事長 | 41         |                                                                   |
| 経営        | 永田大輔              | 株式会社DISTANT DRUMS 代表取締役 /プロデューサー 株式会社シンクアンドエコーズ 代表取締役                                                           | 41         | 中等部のみ                                                        |
| 経営        | 大濱崎卓真            | ジャッグジャパン設立者 代表取締役 選挙プランナー                                                                                                   | 55         |                                                                   |
| 他          | 塚田泰明              | 棋士 | 31         |                                                                   |
| 他          | 宏洋                  | YouTuber、イベントバー経営者、ホスト | 56         | 高等部のみ                                                        |
| 他          | 花田優一              | 靴職人 | 62         | 中等部のみ                                                        |

## 姉妹校
- 青山学院横浜英和中学校・高等学校（横浜市南区）
- 青山学院大学系属浦和ルーテル学院小学校・中学校・高等学校（さいたま市緑区）
- 横須賀学院小学校・中学校・高等学校（神奈川県横須賀市）
- リース・スクール（イギリス・ケンブリッジ）

## 中学入試
2月2日に入学試験を実施、2月3日に合格発表を行う。入学試験は国語・算数・社会・理科の4教科で行われる。国語・算数は試験時間50分、社会・理科は試験時間25分である。

## 部活動（中等部）

### 運動部
- 陸上部
- ラグビー部
- 野球部
- ハンドボール部
- 女子バスケットボール部
- 男子バスケットボール部
- バレーボール部
- バドミントン部
- チアダンス部
- 女子テニス部
- 男子テニス部
- 卓球部
- 水泳部
- サッカー部
- 剣道部

### 文化部
- マイコン部
- 放送部
- アートクラブ
- ハンドベル部
- 創作漫画部
- 筝曲部
- 吹奏楽部
- 茶道部
- 家庭部
- 科学部

### 同好会
- ラクロス同好会
- 国際交流同好会
- 文芸同好会
- 緑信会
- スキー同好会
- 地理歴史研究同好会
- 音楽同好会
- オルガン同好会
- 囲碁将棋同好会
- 柔道同好会

## 部活動（高等部）

### 運動部
- ダンス部
- 陸上競技部
- ラグビー部
- フェンシング部
- 女子ハンドボール部
- 男子ハンドボール部
- 女子バレーボール部
- 男子バレーボール部
- 女子バスケットボール部
- 男子バスケットボール部
- バドミントン部
- 馬術部
- 女子テニス部
- 男子テニス部
- ソフトテニス部
- チアリーディング部
- 卓球部
- 水泳部
- 柔道部
- サッカー部
- ゴルフ部
- 硬式野球部
- 剣道部

### 文化部
- ライフ・サイエンス部
- マンドリン・ギター部
- ブラスバンド部
- 美術部

### 同好会
- 調理研究同好会
- 茶道同好会
- 弦楽アンサンブル同好会
- 漫画・イラスト同好会
- 生花同好会
- 演劇同好会

### 特設クラブ
- 放送部
- ボランティア部
- ハンドベル部
- 聖書交友会
- 聖歌隊
- 出版部
- オルガン部

## アクセス
- 渋谷駅 徒歩15分
  -  東日本旅客鉄道（JR東日本） 山手線  埼京線  湘南新宿ライン
  -  東京地下鉄（東京メトロ） 銀座線  半蔵門線  副都心線
  -  京王電鉄  井の頭線
  -  東急電鉄  東横線  田園都市線
- 表参道駅 徒歩10分
  -  東京地下鉄（東京メトロ） 銀座線  千代田線  半蔵門線
- 都営バス都01系統「青山学院中等部前」徒歩5分